# 尼科洛兹·茨基蒂什维利
尼科洛兹·茨基蒂什维利（1983年4月14日—）為格鲁吉亚男子篮球运动员。身高7英尺，司职大前锋和中鋒。曾在2002年NBA选秀中于第5位被丹佛掘金选中，是格鲁吉亚迄今唯一一位NBA乐透秀。但他在NBA的发挥始终欠佳，因而常被当作选秀“水货”（bust）的经典案例。

## 职业生涯
2002赛季中途，年方19岁的茨基蒂什维利进入意大利篮球甲级联赛，为特雷维索效力。他出战了11场联赛，场均6.6分。
2002年夏天，他参加了NBA选秀。当时，茨基蒂什维利因兼具身高（7英尺）和投射能力（在试训时一度连续命中10个三分球）而备受期待，甚至有人称其为凯文·加内特和科比·布莱恩特的结合体。ESPN的NBA选秀专家Chad Ford在2014年夏天排出了过去15年中在选秀时前景最被看好的25名球员，茨基蒂什维利在其中名列第22。当时也存在质疑声，认为他在意大利联赛中也只有场均6.6分的表现；但时任特雷维索主教练的迈克·丹东尼表示，茨基蒂什维利在赛季中途才加入球队，对球队尚不熟悉，还跟队中最好的球员博什蒂扬·纳赫巴出任同一位置，因此才导致数据不佳，而且欧洲赛事的实力很强，NBA中一半的球员在这里打不上球。
最终，2002年选秀大会上，茨基蒂什维利被丹佛掘金在第5位选中。但他的新秀赛季发挥不佳，场均16.3分钟，却只能贡献3.9分、2.2个篮板球，投篮命中率和三分命中率只有29.3%和24.3%。2003-04赛季，茨基蒂什维利的出场次数和上场时间都大幅度减少，数据也随之进一步缩水。04赛季结束后，丹佛掘金选择不执行茨基蒂什维利第四年370万美元的球队选项。他在2004-05赛季中途，跟罗德尼·怀特一起被送去了金州勇士，换取爱德华多·纳赫拉、路易斯·弗洛雷斯和一个2007年的首轮籤。05赛季结束后，茨基蒂什维利成为自由球员，与明尼苏达森林狼签约。2005-06季中，茨基蒂什维利被交易至菲尼克斯太阳，代价是一个当年的二轮籤。06年休赛期，他被太阳裁退，波特兰开拓者随后认领了他，但几天后就裁掉了他。之后他与纽约尼克斯签约，但在2006-07赛季开始前几天再次被裁。他就此结束了NBA生涯，四年场均2.9分、1.8篮板、30.4%命中率。
由于数据和球场表现跟选秀时的期待和顺位相去太远，甚至胜利贡献值（Win Share）为2002届选秀所有球员中最低，因此茨基蒂什维利成了人们在谈论NBA选秀“水货”（bust）时经常被提起的名字。比尔·西蒙斯曾称其为“史上最糟糕的外籍球员选择”。ESPN Page2的专栏作家Adam Reisinger在点评史上各个顺位最糟糕的选择时，将茨基蒂什维利评为史上最糟糕的5号秀。Tyler Sapkin在《丹佛邮报》的博客网站中将其选为丹佛掘金队史上最糟糕的选秀。
离开NBA后，茨基蒂什维利重回欧洲打球，先后效力于西班牙、意大利和希腊联赛的多支球队。2011年起，他开始转战于各亚洲联赛，包括伊朗、黎巴嫩、阿联酋等地。2015年10月，茨基蒂什维利曾为CBA的福建鲟试训，但球队最终未与他签约。他随后加入了日本的栃木皇者。

## 国家队生涯
茨基蒂什维利16岁时就代表格鲁吉亚出战，参加了1999年5月举行的2001年欧洲篮球锦标赛资格赛。此后他多次代表国家队参加欧锦赛的资格赛和正赛，其中包括格鲁吉亚历史上前两次入围欧锦赛正赛的2011年和2013年。

## NBA生涯数据

### NBA数据
| 赛季    | 球队   | GP  | GS | MPG  | FG%  | 3P%  | FT%  | RPG | APG | SPG | BPG | PPG |
| ------- | ------ | --- | -- | ---- | ---- | ---- | ---- | --- | --- | --- | --- | --- |
| 2002–03 | 掘金   | 81  | 16 | 16.3 | .293 | .243 | .738 | 2.2 | 1.1 | 0.4 | 0.4 | 3.9 |
| 2003–04 | 掘金   | 39  | 0  | 7.9  | .328 | .273 | .793 | 1.6 | 0.3 | 0.2 | 0.2 | 2.7 |
| 2004–05 | 掘金   | 23  | 0  | 6.9  | .294 | .000 | .571 | 1.3 | 0.2 | 0.3 | 0.3 | 1.5 |
| 2004–05 | 勇士   | 12  | 0  | 5.2  | .304 | .200 | .000 | 1.0 | 0.5 | 0.0 | 0.3 | 1.3 |
| 2005–06 | 森林狼 | 5   | 0  | 2.6  | .250 | .000 | .500 | 0.4 | 0.0 | 0.0 | 0.0 | 0.6 |
| 2005–06 | 太阳   | 12  | 0  | 7.2  | .364 | .333 | .667 | 1.7 | 0.3 | 0.1 | 0.2 | 2.8 |
| 生涯    |        | 172 | 16 | 11.3 | .304 | .235 | .730 | 1.8 | 0.7 | 0.3 | 0.2 | 2.9 |

## 外部連結
- 尼科洛兹·茨基蒂什维利在fiba.basketball（英语）
- 尼科洛兹·茨基蒂什维利在archive.fiba.com（archived）（英语）
- 尼科洛兹·茨基蒂什维利在NBA（英语）
- 尼科洛兹·茨基蒂什维利在歐洲籃球聯賽（英语）
- 尼科洛兹·茨基蒂什维利在西班牙篮球甲级联赛（球員）（西班牙语）
- 尼科洛兹·茨基蒂什维利在義大利籃球聯賽（意大利语）
- 尼科洛兹·茨基蒂什维利在Basketball-Reference.com（NBA）（英语）
- 尼科洛兹·茨基蒂什维利在Basketball-Reference.com（國際）（英语）
- 尼科洛兹·茨基蒂什维利在Eurobasket.com（球員）（英语）
- 尼科洛兹·茨基蒂什维利在RealGM（英语）
- 尼科洛兹·茨基蒂什维利在Proballers（英语）